# Octávio Trompowsky
Octávio Figueira Trompowsky de Almeida (Rio de Janeiro, 30 de novembre de 1897 - 26 de març de 1984) fou un jugador d'escacs brasiler.
|  |

## Resultats destacats en competició
Guanyador del Campionat d'escacs del Brasil el 1939 i dos cops subcampió el 1938 i el 1940., va participar representant el seu país en dues olimpiades d'escacs, Múnic 1936, i Buenos Aires 1939. En aquesta darrera, va jugar dues partides destacables contra dos campions del món: va perdre contra l'excampió José Raúl Capablanca el 18 de setembre de 1939 la que fou l'última partida en torneig oficial del Gran Mestre cubà, i va entaular contra el vigent campió Aleksandr Alekhin fent servir la "seva" obertura.
Reconegut com a jugador creatiu, i molt influït per l'escola hipermoderna, és en honor seu que la seqüència 1.d4 Cf6 2.Ag5 és coneguda com a obertura Trompowsky, ja que va ser aquest jugador qui va contribuir decisivament a la seva difusió, a la dècada dels anys trenta del segle XX i especialment a partir de l'èxit pràctic del sistema d'obertura a l'Olimpíada de Múnic de 1936.
Fou autor del llibre Partidas de Xadrez.

## Partides notables
Trompowsky, O - Nielsen, Julius [D53], Múnic ol (12), 1936 1.d4 d5 2.c4 e6 3.Cc3 Cf6 4.Ag5 Ae7 5.e3 0-0 6.a3 Cbd7 7.Cf3 h6 8.Ah4 a6 9.Dc2 dxc4 10.Axc4 b5 11.Aa2 c5 12.Td1 c4 13.Ab1 g6 14.Ag3 Te8 15.Af4 Rg7 16.Ce5 Cf8 17.Axh6+ Rg8 18.h4 C6h7 19.h5 g5 20.Axf8 Cxf8 21.h6 f5 22.De2 Af6 23.h7+ Cxh7 24.Txh7 1-0
Trompowsky, O - Endzelins, Lucius [A45], Múnic ol (9), 1936 1.d4 Nf6 2.Bg5 d5 3.Bxf6 exf6 4.e3 c6 5.c4 Bb4+ 6.Nc3 O-O 7.Qb3 Bxc3+ 8.bxc3 dxc4 9.Bxc4 Qe7 10.Ne2 Nd7 11.Qc2 Re8 12.f4
Nf8 13.Ng3 c5 14.Qd3 cxd4 15.cxd4 f5 16.Ne2 Ne6 17.Kf1 Qf6 18.g3 a6 19.a4 Nc5 20.Qc3 Be6 21.Kg2 Bxc4 22.Qxc4 Ne4 23.Rac1 g5 24.fxg5 Nxg5 25.Nf4 Qe7 26.Qd3 Qe4+ 27.Qxe4 fxe4 28.Nd5 Red8 29.Nb6 Rab8 30.Rc5 f6 31.a5 Rd6 32.Rc7 Nf7 33.Re7 Ng5 34.Rc1 Re6 35.Rxe6 Nxe6 36.Nd7 Rd8 37.Nxf6+ Kf7 38.Nxe4 1-0
Trompowsky, O - Kiprov, Alexander [A45], Múnic ol (18), 1936 1.d4 Nf6 2.Bg5 d5 3.Bxf6 exf6 4.e3 Bd6 5.c4 dxc4 6.Bxc4 c6 7.Nc3 O-O 8.Qh5 Qe7 9.Nge2 Nd7 10.Ng3 g6 11.Qf3 f5 12.h4 Bxg3
13.Qxg3 Qf6 14.h5 Re8 15.hxg6 hxg6 16.O-O-O b5 17.Bb3 Qg7 18.Rh4 Nf6 19.Rdh1 Be6 20.Qh2 Kf8 21.Rh8+ Ke7 22.Qc7+ Bd7 23.Qe5+ Kd8 24.R1h7 1-0
Trompowsky, O - Alekine, Alexander [A45], Buenos Aires ol (7), 1939 1.d4 Cf6 2.Ag5 d5 3.Axf6 exf6 4.e3 Af5 5.c4 Axb1 6.Dxb1 Ab4+ 7.Rd1 c5 8.a3 Aa5 9.b4 cxb4 10.axb4 Ac7 11.Db3 0–0 12.Cf3 dxc4 13.Axc4 Cc6 14.Re2 Ad6 15.Ta4 a6 16.Tha1 Tc8 17.b5 axb5 18.Dxb5 De7 19.Tb1 Tc7 20.Ad3 g6 21.h4 Te8 22.h5 f5 23.hxg6 fxg6 24.Th1 Tcc8 25.g4 Af4 26.gxf5 Axe3 27.Ac4+ Rg7 28.Ae6 gxf5 29.d5 Ag5 30.Cxg5 Dxg5 31.Db2+ Rg6 32.Rf1 Cd4 33.Axc8 Txc8 34.Tg1 Tc1+ 35.Dxc1 Dxg1+ 36.Rxg1 Ce2+ 37.Rf1 Cxc1 38.d6 Rf7 39.Tc4 Cb3 40.Tc7+ Re6 41.Txb7 ½–½